# Hellboy : Histoires bizarres
Hellboy : Histoires bizarres (Hellboy: Weird Tales) est une série de comics mettant en scène le personnage éponyme, créée par Mike Mignola.
Le principe de la collection Weird Tales est de confier l'écriture d'histoires du héros à divers auteurs, de nationalités et de styles différents. Elles oscillent entre aventures tragiques ou humoristiques.
Cette collection intègre également certaines aventures de la collection Hellboy Junior, qui raconte dans un style cartoon les aventures du héros en enfer.

## Histoire
Les aventures de Hellboy, agent du BPRD, qui lutte contre les forces du mal.

## Parutions
Pour les autres séries de l'univers mis en place par Mike Mignola, voir : Hellboy, Hellboy Aventures, BPRD, Abe Sapien, Witchfinder et Lobster Johnson.

### Version originale
1. Hellboy Junior Halloween Special (1997)
2. Hellboy Junior (#1-2, 1999)
3. Hellboy: Weird Tales (#1-8 2003–2004)

### Version française
Tous les albums font partie de la collection « Contrebande » des éditions Delcourt.
- 1 Histoires bizarres 1, octobre 2004
- 2 Histoires bizarres 2, novembre 2005
- 3 Histoires bizarres 3, avril 2009